# Струпна
Струпна — деревня в Зарайском районе Московской области, в составе муниципального образования сельское поселение Струпненское (до 29 ноября 2006 года входила в состав Струпненского сельского округа), деревня связана автобусным сообщением с райцентром и соседними населёнными пунктами.

## Население
| 2002 | 2006 | 2010 |
| ---- | ---- | ---- |
| 28   | →28  | ↘17  |

## География
Струпна расположена в 7 км на юго-запад от Зарайска, на запруженной реке Струбенка (левый приток реки Осётр (по другим данным река называется Струпнянка), высота центра деревни над уровнем моря — 151 м.

## История
Струпна известна с XV века, упоминается в Платежных книгах 1594 года. В 1790 году в деревне числилось 30 дворов и 258 жителей, в 1858 году — 36 дворов и 188 жителей, в 1906 году — 32 двора и 213 жителей. В 1930 году был образован колхоз им. Чапаева, с 1961 года — в составе совхоза «Чулки-Соколово».
Церковь Преображения Господня существовала в Струпне, как минимум, с XVI века, дошедшее до нас каменное здание, типа восьмерик на четверике в стиле барокко, было выстроено в первой половине XVIII века. Закрыта в 1930-х годах, возвращена верующим в 1998 году. Также в деревне имеется часовня, постройки 2-й половины XIX века.